# Comuna Kirkovo, Kărdjali
Kirkovo (în bulgară Кирково) este o comună în regiunea Kărdjali, Bulgaria, formată din 71 de sate. 

## Localități componente

### Sate
| - Aprilți - Benkovski - Bregovo - Ceakalarovo - Ceavka - Cicevo - Ciorbadjiisko - Dedeț - Delvino - Diulița - Djerovo - Dobromirți - Dolno Kăpinovo - Domiște - Drangovo - Dreanova Glava - Drujinți - Erovete - Fotinovo - Gorno Kirkovo - Gorno Kăpinovo - Gorski Izvor - Griveak - Hadjiisko | - Iakovița - Ianino - Kaialoba - Kirkovo - Kitna - Kosturino - Kozlevo - Kran - Krilatița - Kukureak - Kărciovsko - Lozengradți - Malkoci - Medevți - Metlicika - Metlicina - Moghileane - Măglene - Orlița - Ostroveț - Plovka - Podkova - Preseka | - Părvenți - Părvița - Rastnik - Samodiva - Samokitka - Sekirka - Sredsko - Stareișino - Starovo - Stomanți - Strijba - Svetlen - Tihomir - Vălceanka - Vărben - Vărli Dol - Zagorski - Zavoia - Zdravceț - Kremen - Șipok - Șopți - Șumnatița - Țarino |

## Demografie
Componența etnică a comunei Kirkovo
     Turci (46,25%)
     Bulgari (26,5%)
     Nicio identificare (25,9%)
     Altele (2,06%)
La recensământul din 2011, populația comunei Kirkovo era de 21.916 locuitori. Nu există o etnie majoritară, locuitorii fiind turci (46,25%) și bulgari (26,5%). Pentru 25,9% din locuitori nu este cunoscută apartenența etnică.